# Petroca AS Bangui
Petroca AS Bangui ist ein Fußballverein in Bangui (Zentralafrikanische Republik).

## Geschichte
- Größte Erfolge des Vereines war 1998 das Erreichen des nationalen Pokalfinales. Dort unterlagen sie Anges de Fatima Bangui mit 0:3 Toren. 1992 qualifizierte sich der Verein erstmals und bisher einzigen Male für einen afrikanischen Wettbewerb. Dort schieden sie aber in der 1. Runde aus.

## Erfolge
- Finale Central African Republic Cup: 1998

## Statistik in den CAF-Wettbewerben
| Saison | Wettbewerb | Runde    | Land           | Verein    | Heim | Auswärts |
| ------ | ---------- | -------- | -------------- | --------- | ---- | -------- |
| 1992   | CAF Cup    | 1. Runde | Elfenbeinküste | SC Gagnoa | 1:0  | 0:3      |

| Teilnahmen | Spiele | Sieg | Remis | Verl. | Tore | Punkte |
| 1          | 2      | 1    | 0     | 1     | 1:3  | 3      |
| ---------- | ------ | ---- | ----- | ----- | ---- | ------ |